# Leon Robinson
Leon Preston Robinson IV, bardziej znany jako Leon (ur. 8 marca 1962 w Nowym Jorku) – amerykański aktor filmowy i telewizyjny, piosenkarz.

## Życiorys

### Wczesne lata
Urodził się w Nowym Jorku w rodzinie rzymskokatolickiej jako jedyny syn nauczycielki i menedżera. W wieku 16 lat przeniósł się do Los Angeles, gdzie w latach 1978-79 był stypendystą koszykarskim Loyola Marymount University i grał w koszykówkę w szkolnych i lokalnych drużynach koszykarskich. Po ukończeniu szkoły postanowił rozpocząć karierę aktorską i zaczął poszukiwać ról, biorąc udział w przesłuchaniach.

### Kariera
W 1982 zaczął profesjonalną karierę aktorską od gościnnych występów w serialach telewizyjnych CBS: Making the Grade z Alley Mills i CBS Afternoon Playhouse - odc. „Journey to Survival” jako Bobby Joe Tucker u boku Ralpha Macchio. Rok później został obsadzony w drugoplanowej roli futbolisty akademickiego w dramacie sportowym Michaela Chapmana Wszystkie właściwe posunięcia (All the Right Moves, 1983) u boku Toma Cruise’a.
Wystąpił również w kilku serialach telewizji NBC i ABC, komedii Garry’ego Marshalla Chłopak z klubu Flamingo (The Flamingo Kid, 1984) z Mattem Dillonem, dramacie Joan Freeman Streetwalkin' (1985) z Melissą Leo i Dale Midkiffem, dramacie sensacyjnym Paula Michaela Glasera Banda jednej ręki (Band of the Hand, 1986) ze Stephenem Langiem i Lauren Holly, a także w kontrowersyjnym teledysku Madonny „Like a Prayer” (1989) w reżyserii Mary Lambert jako święty, zainspirowany postacią Marcina de Porrèsa, patrona ludzi rasy mieszanej.
Szerszą rozpoznawalność przyniosły mu filmy: Reggae na lodzie (1993), Na krawędzi (1993) i Nad obręczą (1994). Zebrał przychylne opinie krytyków, za kreacje Jackie Wilsona i Little Richarda.

## Życie prywatne
Był związany z aktorką Cynthią Bailey, z którą ma córkę Noelle (ur. 9 listopada 1999).

## Filmografia
- 1983: Wszystkie właściwe posunięcia (All the Right Moves) jako Shadow Nadeing
- 1984: The Flamingo Kid jako Fortune Smith
- 1988: Barwy (Colors) jako Killer-Bee
- 1993: Reggae na lodzie (Cool Runnings) jako Derice Bannock
- 1993: Na krawędzi (Cliffhanger) jako Kynette
- 1994: Nad obręczą (Above the Rim) jako Thomas „Shep” Shepard
- 1995: Czekając na miłość (Waiting to Exhale) jako Russell
- 1997: Oz jako Jefferson Keane/ Tizi Ouzou
- 2001: Ali jako Joe Smiley
- 2001: Buffalo Soldiers jako Stoney
- 2005: Get Rich or Die Tryin’ jako Slim
- 2008: Cover jako Ryan Chambers
- 2009: The Brooklyn Heist jako Ronald